# Louis Alquier-Bouffard
Louis Alquier-Bouffard est un militaire et homme politique français du XIXe siècle, notamment maire de Castres sous le Second Empire.

## Biographie

### Carrière militaire
Né le 6 septembre 1822 à Castres (Tarn), Louis Alquier-Bouffard est issu d'une famille de bourgeois protestants. Il réalise ses études dans sa ville natale et à Revel, avant d'entrer l'École polytechnique à partir de 1841, à l'instar de son oncle Auguste Gleizes. Diplômé le 1er octobre 1843, il entre alors dans le Génie militaire, se spécialise à l'école d'application de Metz et est promu lieutenant en second le 1er octobre 1845, au 2e régiment du génie de Montpellier sous les ordres du colonel Adolphe Niel. Lieutenant en premier le 14 janvier 1848, il est capitaine en second le 11 novembre de la même année.
Il se participe alors à la campagne d'Algérie, après avoir embarqué à Toulon en avril 1847. On le retrouve à Oran, Mostaganem et Sibi Bel Abbès. Là-bas, il dirige la construction de routes, ainsi que la mise en place du télégraphe et de systèmes d'irrigation. Il est de retour en France en 1851, où il restaure le donjon et la chapelle du château de Vincennes.
Dès 1854, il prend part à la guerre de Crimée dans le 1er régiment du génie, et à nouveau sous les ordres d'Adolphe Niel, devenu général. Il fait le siège de Bomarsund du 6 au 16 août. Fait chevalier de la Légion d'Honneur, il rapatrié en France malade de la variole. Guéri, il réintègre son régiment à Arras.
En mai 1856, il rejoint l'Etat Major du Génie à Pau et est employé à la frontière franco-espagnol sur les travaux du fort du Portalet,.

### Carrière politique
De retour à la vie civile dans sa ville natale le 1er mars 1859, il en est nommé maire un an plus tard, le 8 septembre 1860 par décret impérial. Démocrate convaincu, il s'oppose au conservatisme et au légitimisme. Son mandat est marqué par l'établissement du train à Castres, la construction de fontaines publiques et d'une halle aux grains à l'Albinque, la numérotation des maisons et la nomination des rues, ainsi que par la gratuité de la scolarité primaire en même temps que l'édification de nouvelles écoles. Il est aussi l'instigateur de la mise en place du télégraphe (1861), du jardin du Mail, du jardin Frascaty, et d'une salle de concert. Il est aussi conseiller général du Tarn.
Il est démis de ses fonctions lors de la dissolution des conseils municipaux de 1870, avec la chute du Second Empire. Malgré ce revers, il devient président de la commission municipale et de la commission départementale du Tarn. Il devient aussi conseiller municipal à la tête de la liste républicaine, malgré la forte opposition de la préfecture tarnaise et du parti réactionnaire.
En 1876, à la suite d'un revers politique, il aura des mots durs envers ses concitoyens, déclarant sur Castres : « Sale pays, sales gens, sale vent ». Quittant la ville, Jean Alquier-Bouffard se reconvertit en tant que trésorier-payeur général du département de l'Aude, puis de l'Ariège, le 1er octobre 1879.
En 1891, il prend sa retraite et devenu veuf, habite le château de Lavelanet-de-Comminges, qu'il a hérité de son cousin. Il devient aussi maire du petit village de 1892 à 1911. En 1910, il est atteint d'une attaque, qui endommage sa vue et son élocution.

Il meurt finalement le 30 novembre 1911 à Lavelanet-de-Comminges (Haute-Garonne).

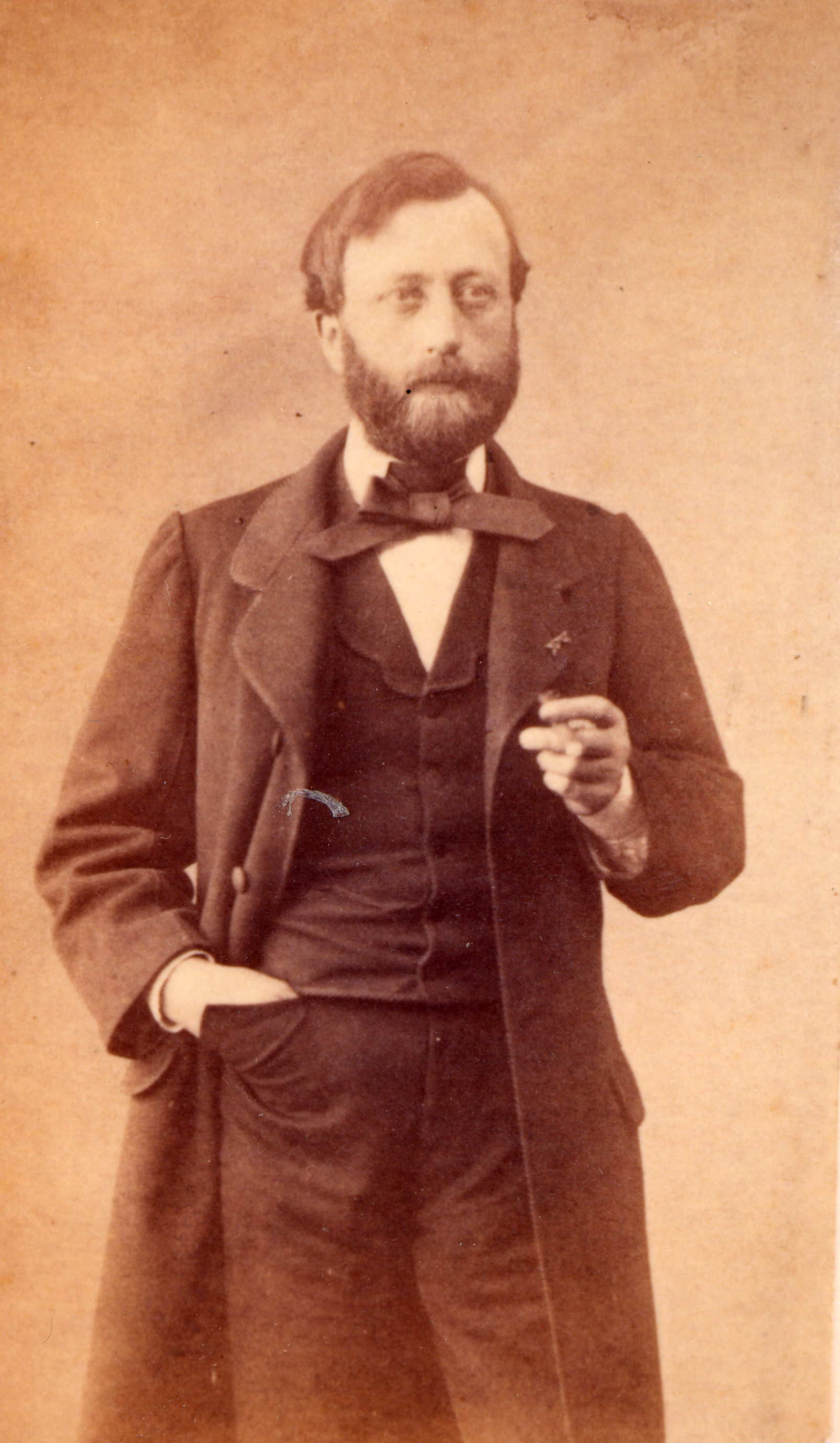
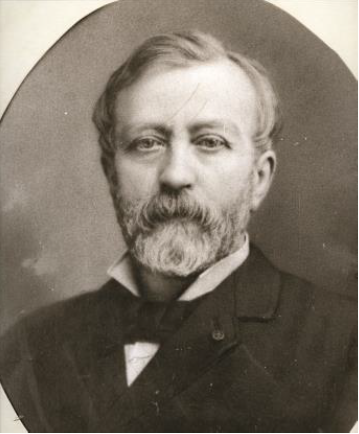

## Hommage et décorations
Chevalier de la Légion d'Honneur le 5 ou 9 septembre 1854, Jean Alquier-Bouffard est promu officier par décret du 14 août 1867. Il est aussi officier de l'Instruction publique et détenteur de la médaille de Crimée.
La rue piétonne Alquier-Bouffard à Castres porte son nom.
|  |  |

## Famille
Jean Alquier-Bouffard se marie le 21 avril 1858 à Pau à Marie-Marguerite Forcade (1836-1888), dont:
- Eliza Alquier-Bouffard ;
- Henri Alquier-Bouffard (1860-1862), mort en bas âge ;
- Mathilde Alquier-Bouffard (23 décembre 1861  - 16 janvier 1938), mariée au professeur Gaston Rabaud ;
- Édouard Alquier-Bouffard (30 décembre 1863 - 16 avril 1946), colonel de cavalerie ;
- Marguerite Alquier-Bouffard (22 août 1867 - 1954), mariée au colonel Joseph Marie Bezard ;
- Paul Alquier-Bouffard (1871 - 1883), mort à 12 ans.